# 23204 Arditkroni
23204 Arditkroni è un asteroide della fascia principale. Scoperto nel 2000, presenta un'orbita caratterizzata da un semiasse maggiore pari a 2,3270561 UA e da un'eccentricità di 0,1365531, inclinata di 7,20053° rispetto all'eclittica.